# Ral·li de Tierras Altas de Lorca
El Ral·li Tierras Altas de Lorca és una prova de ral·li que s'organitza a Llorca des de 2012. És puntuable pel Campionat d'Espanya de Ral·lis de Terra i, des de 2019, pel Super Campionat d'Espanya de Ral·lis.
Tot i que ja va existir un ral·li a Múrcia l'any 1993, també puntuable pel Campionat d'Espanya de Ral·lis de Terra, denominat Ral·li de Lorca, no es considera que aquest en sigui el continuador, doncs el Tierra Altas de Lorca l'organitza l'Automóvil Club de Lorca, fundat l'any 1996.

## Palmarès
| Any  | Pilot                | Copilot         | Vehicle                        | Cam.        | Ref.  |
| ---- | -------------------- | --------------- | ------------------------------ | ----------- | ----- |
| 2012 | Albert Llovera       | Álex Haro       | Fiat Abarth Grande Punto S2000 |             |       |
| 2013 | Xevi Pons            | Xavi Amigó      | Mitsubishi Lancer Evo X        | CERT        |       |
| 2014 | José Antonio Suárez  | Pablo Marcos    | Mitsubishi Lancer Evo IX       | CERT        | [ 1 ] |
| 2015 | Alexander Villanueva | Óscar Sánchez   | Mitsubishi Lancer Evo X        | CERT        |       |
| 2016 | Jorge del Cid        | Rodrigo Sanjuán | Mitsubishi Lancer Evo X        | CERT        | [ 2 ] |
| 2017 | José Antonio Suárez  | Cándido Carrera | Peugeot 208 N5                 | CERT        | [ 3 ] |
| 2018 | Xevi Pons            | Jordi Mercader  | Peugeot 208 T16                | CERT        | [ 4 ] |
| 2019 | Xevi Pons            | Rodrigo Sanjuán | Škoda Fabia R5                 | CERT, S-CER | [ 5 ] |
| 2020 | Nil Solans           | Marc Martí      | Škoda Fabia R5                 | CERT, S-CER | [ 6 ] |
| 2021 | Nasser al-Attiyah    | Mathieu Baumel  | Volkswagen Polo GTI R5         | CERT, S-CER | [ 7 ] |
| 2022 | Efrén Llarena        | Sara Fernández  | Škoda Fabia Rally2 Evo         | CERT, S-CER | [ 8 ] |